# ヘンリー・ホランド (建築家)

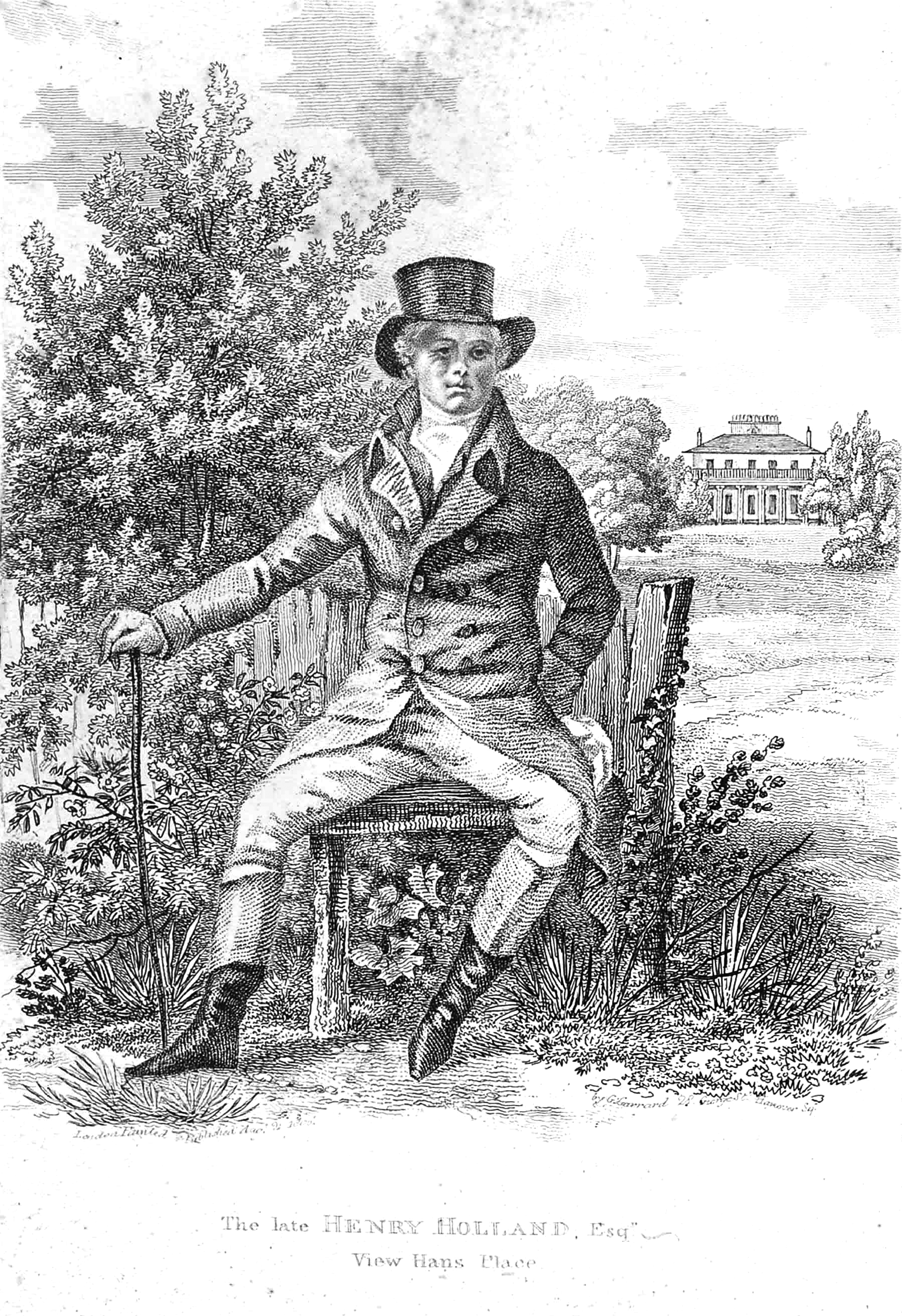
ヘンリー・ホランド (建築家)

ヘンリー・ホランド (Henry Holland, 1745年7月20日 - 1806年6月17日) はイングランドの建築家。ケイパビリティ・ブラウンのもとで建築家としての訓練をつみ後にその娘と結婚した。サー・ジョン・ソーンは弟子の一人である。ロンドンの地区セント・ジェームズにおけるブルックス・クラブ (1776年-78年) の設計を手始めとしてシアター・ロイヤル・ドルリー・レーンやロイヤル・オペラ・ハウスの設計も担当した。 
1777年にはハンズ・タウンの開発計画に参加し、89エーカー (360,000 m2) の荒野と湿地にナイツブリッジとチェルシー、スローン・ストリート、スローン・スクエア、ハンズ・プレイスなどを建設した。1802年にはピカデリーのヨーク・ハウスをオールバニーアパートメントへと改装した。 
ホランドの最も著明な業績は、当時の摂政皇太子で後のジョージ4世の為に建造したサセックス州ブリントンのマリン・パビリオン (1786年–87年)とロンドンのカールトン・ハウス (1783年)の改修である。これらは新古典主義建築の代表作であり同時代の建築家ロバート・アダムと対象をなしている。